# Elliott Van Zandt
(Motto di Elliott Van Zandt)
Elliott Van Zandt (Hot Springs, 28 giugno 1915 – Oceano Atlantico, 25 ottobre 1959) è stato un allenatore di pallacanestro, allenatore di baseball e preparatore atletico statunitense.

## Carriera
Van Zandt era un capitano di fanteria di colore dell'Athletic Department dell'esercito statunitense. Originario dell'Arkansas, si era diplomato in educazione fisica a Chicago.
Van Zandt è stato commissario tecnico della nazionale italiana maschile dal 1947 al 1952, chiamato dall'allora presidente della Federazione Italiana Pallacanestro Aldo Mairano, affinché portasse i giocatori italiani ad un livello di gioco più elevato.

Alla guida della nazionale disputò gli Europei 1947, in coppia con Mino Pasquini, e da solo al comando, disputò le olimpiadi di Londra 1948, classificandosi al diciassettesimo posto, e gli Europei 1951, dove la squadra azzurra giunse al quinto posto.

Nelle 45 partite dirette dal 1948, la squadra di Van Zandt vinse 33 gare e ne perse solo 12.
Nel periodo 1955-1958, è stato capo allenatore della squadra di baseball CUS Milano, vincendo con tale compagine il Campionato italiano di baseball del 1958 della FIPaB (Federazione Italiana Palla Base), appartenente al CONI e denominata poi a partire dal 1970 FIBS (Federazione Italiana Baseball Softball).
A fine 1958 è entrato a far parte dello staff dirigenziale, in qualità di preparatore atletico, dell'Associazione Calcio Milan, con cui ha vinto uno scudetto.
Morì nell'ottobre 1959 all'età di 44 anni per una grave malattia. Il decesso avvenne sul volo che avrebbe dovuto riportarlo a Chicago per effettuare un trapianto di rene.

Qualche anno dopo la sua morte, la FIP istituì il «Premio Van Zandt», da assegnare all'allenatore italiano che si fosse distinto nell'opera di istruzione e di educazione tecnica e morale. Aide Fava di Pesaro, nella stagione 1965-66, fu il primo a essere insignito da tale riconoscimento, seguito da Fabio Fabiano (Petrarca) e Mario Meroli (Reyer Venezia), nelle due edizioni successive. 
Valerio Bianchini l'ha definito «il primo vero coach approdato in Italia».